# Dvd+rw-tools

dvd+rw-tools (также известно как growisofs, которое является его основной частью) — набор утилит для работы с DVD и Blu-ray дисками. Предназначен для работы в Linux.

## Описание
growisofs — основная часть этого пакета, она была первоначально задумана как интерфейс к mkisofs для облегчения добавления данных к ISO 9660, расположенных на устройствах с произвольным доступом к информации, устройств таких, как DVD+RW, DVD-RAM, простые файлы, разделы на жестком диске. В процессе разработки поставленная цель, поддержка записи DVD, была достигнута, и в настоящее время growisofs поддерживает не только произвольный доступ к информации, но даже работу с мультисессией на DVD, таких как DVD + R и DVD-R/-RW, а также Blu-ray Disk. Кроме того growisofs поддерживает first-/single-session записи различных заранее созданных образов (в формате UDF, ISO 9660 или любой другой файловой системой) для всех поддерживаемых типов DVD.